# 加维诺·马塔
加维诺·马塔（義大利語：Gavino Matta，1910年6月9日—1954年1月20日），意大利男子拳击运动员。他曾代表意大利参加1936年夏季奥林匹克运动会拳击比赛，获得男子蝇量级银牌。